# 오선초등학교
오선초등학교는 대한민국 충청북도 음성군에 있는 공립 초등학교이다.

## 학교 연혁
- 1943. 3.31. 오선공립국민학교 설립인가
- 1943. 4.25. 도청리 1구 가교실에서 수업개시.
- 1949. 4. 1. 제1회 졸업식(졸업생44명)
- 1953. 8.30. 신축교사 2개 교실 준공(흙벽돌 기와조 50평)
- 1956. 3.31. 오선공립국민학교 설립인가.
- 1969. 8.13. 학교 전기 가설
- 1970.11.15. 콘크리트 슬라브 건물 3개 교실 준공.
- 1984. 3.10. 오선국민학교 병설유치원 개원
- 1985. 1.21. 교가 승인(작사자 곽상영, 작곡자 하기화)
- 1994. 3.20. 학교버스(봉고) 동문회에서 기증
- 1996. 3. 1. 오선초등학교로 학교명칭 개칭
- 1998.11.15. 생활 체육장 및 테니스장 준공
- 1997.12.19. 교실망(LAN) 시설
- 2000.11. 9. 교문 신축공사 및 학교 전산망 구축
- 2000.11.13. 사택 신축 공사
- 2003. 8. 9. 특기교육실 및 독서실 준공
- 2005.10.26. 학교버스 동문회에서 기증
- 2013. 3. 1. 제 29대 정광규 교장 부임
- 2013. 7. 1. 예술꽃 씨앗학교 운영
- 2016. 2.18. 제 68회 졸업식 거행(졸업생 총수 4,006명)

## 같이 보기
- 음성 보현암 석조아미타여래좌상 - 충청북도 유형문화재 제284호

## 참고 자료
- 오선초등학교 - 한국교육학술정보원 학교알리미